# Eugeniusz Debich
Eugeniusz Debich (ur. 1926 w Pabianicach, zm. 27 kwietnia 2016) – polski działacz podziemia niepodległościowego w czasie II wojny światowej, kapitan WP w stanie spoczynku, działacz kombatancki.

## Życiorys
Był bratem dyrygenta Henryka Debicha. W trakcie II wojny światowej działał w podziemu niepodległośiowym zaś po wojnie pracował jako nauczyciel chemii i fizyki w Zakładach Przemysłu Bawełnianego im. Róży Luksemburg w Łodzi. Jako działacz kombatancki piastował między innymi funkcję prezesa pabianickiego koła Światowego Związku Żołnierzy Armii Krajowej z której zrezygnował po ujawnieniu przez IPN w październiku 2012 iż od 1946 był tajnym współpracownikiem służb PRL. Eugeniusz Debich przyznał się do współpracy ze służbami PRL i poprosił również o cofnięcie decyzji o nadaniu mu tytułu Honorowego Obywatela Miasta Pabianic (w marcu – 2012 Rada Miasta Pabianic zdecydowała o wyróżnieniu go tytułem Honorowego Obywatela Pabianic na wniosek działaczy ŚZŻAK). Zmarł 27 kwietnia 2016.

## Wybrane odznaczenia
- Złoty Krzyż Zasługi[1]
- Medal Wojska[1]